# 화천군
화천군(華川郡)은 대한민국 강원특별자치도 서북부에 위치한 군이다. 대부분 지역이 산악 지형이고, 북한강이 군의 중남부로 흘러 파로호로 흐른다. 군청 소재지는 화천읍이고, 행정구역은 1읍 4면이다. 해방 직후 5년 동안 조선민주주의인민공화국이 실효지배하였으나 6.25 전쟁 중 대한민국이 장악하여 대한민국이 실효지배하는 지역이 되었다. 조선민주주의인민공화국 통치 시절 인민군 사령부 막사가 문화유산으로 현재까지 보존되어 있으며 지금은 국방부 소유로 되어 있다. 접경 지역이지만 철원군(김화군)에 가로막혀 군사분계선을 바로 접하지는 않는다.

## 역사
| Daedongyeojido (Gyujanggak) 11-03.jpg | Daedongyeojido (Gyujanggak) 11-02.jpg |
| Daedongyeojido (Gyujanggak) 12-03.jpg | Daedongyeojido (Gyujanggak) 12-02.jpg |

- 고구려 시기 : 생천군(牲川郡) 또는 야시매(也尸買)로 불렸다.
- 685년(신라 신문왕 6년) : 낭천(狼川)이라 불리었다.
- 995년(고려 성종 16년) : 삭방도(朔方道)의 관할이 되었다.
- 1178년(고려 명종 8년) : 삭방도를 폐하고 춘주도(春州道)가 설치되어 춘주도의 관할이 되었다.[4]
- 1413년(태종 13년) : 현감을 두었다.
- 1645년(인조 23년) : 현을 폐지하고 지금의 금화군에 있던 도호부 관할로 되었다가, 뒤에 다시 현이 복구되었다.
- 1869년(고종 6년) : 화천(華川)으로 개칭되었다.
- 1895년 : 낭천군으로 개칭하였다.
- 1902년 : 화천군으로 개칭하였다.
- 1914년 4월 1일 : 하서면과 남면을 하남면으로, 상면과 서면을 상서면, 간척면과 원동면을 간동면으로 각각 통합하였다.[5]

4면 - 하남면, 간동면, 군내면, 상서면
- 1917년 : 군내면을 화천면으로 개칭하였다.
- 1941년 : 화천댐이 건설되면서 간동면의 사무소를 구만리에서 유촌리로 옮기고, 화천호 북쪽의 동촌리와 태산리를 화천면으로 이관하였다.
- 1945년 9월 2일 : 미국과 소련이 38선을 경계로 한반도를 분할 점령함으로써 화천군 전 지역이 소련군정 관할 아래 들어갔다. 춘천군 사내면 전역을 김화군에 편입하고,[6] 춘천군 사북면의 38선 이북 지역 일부와 경기도 가평군 북면 일부를 사내면에 편입하였으며, 춘천군 북산면 일부를 화천군 간동면에 편입하였다. (5면)

- 1953년 7월 27일 : 한국 전쟁의 결과, 화천군 전 지역이 수복되었다.
- 1954년 10월 21일 :  춘천군 사북면 일부·북산면 일부와 가평군 북면 일부를 원 행정구역으로 복구하였으며, 사내면은 춘천군으로 복귀하지 않고 화천군으로 이관되었다. (5면)[7] (5면)
- 1954년 11월 17일 : 화천군의 행정권이 군정(軍政)으로부터 강원도로 이양되었다.[8] (5면)
- 1979년 5월 1일 : 화천면이 화천읍으로 승격하였다.[9] (1읍 4면)

## 지리
화천군은 서울 동북방 132 km, 휴전선남방 22 km 지점의 강원특별자치도 서북부에 위치한 산악지대로서 동쪽은 양구군, 서북쪽은 철원군, 남쪽은 춘천시, 서쪽은 경기도 포천군 및 가평군과 접하고 있어 5개 시군과 경계를 이루고 있다. 동서간 66 km, 남북간 45 km로 면적의 86.2%가 산지로 형성된 산악지대로서 서부에는 광주산맥이 북동에서 남서로 뻗어있고 동부는 태백산맥의 지맥들이 험준한 고산지대를 이루면서 불규칙하게 분포되어 있다.
강원도의 영서지방 중북부, 북쪽에서 태백산맥의 서사면을 차지하며 서북경의 광주산맥에는 백암산·대성산 등이 솟아 있고, 남경 사명산맥에는 간곡산·죽엽산 등이 솟아 있다. 북한강이 감입곡류하며 그 사이를 흐르고 구만리 부근에는 화천발전소의 파로호가 구축되었다. 지류 서옥천·동림천·원천 등이 모이는 간동면에 분지가 발달하였다.

### 기후
겨울철에 강설은 주로 중부지방을 통과하는 저기압 때문이나 강원도 영동지방의 강설량 보다는 훨씬 적게 내리게 하고 있다. 바람은 겨울철에는 한냉 건조한 북서 계절풍이 주를 이루고 여름에는 고온다습한 남서계절풍이 많이 불고 봄가을은 편서풍이 강하게 부는 때가 있다. 내륙 산간에 위치한 까닭에 기온의 교차가 심하다. 연평균 기온 9.4°C, 1월 평균 －7.2°C, 8월 평균 26.4°C, 최고 기온 39.5°C, 최저 기온 －25.1°C, 연평균 강수량 1,300 mm이다.

## 행정 구역
화천군의 행정 구역은 1읍 4면이며, 면적은 2016년 기준으로 908.93 km2이다. 인구는 2019년 12월 말 주민등록 기준으로 2만4917 명, 1만2603 가구이고, 남녀 성비는 1.18:1이다.
| 행정구역 | 한자   | 면적   | 인구   | 세대   | 행정 지도 |
| -------- | ------ | ------ | ------ | ------ | --------- |
| 화천읍   | 華川邑 | 291.73 | 8,523  | 3,928  |           |
| 간동면   | 看東面 | 128.20 | 2,762  | 1,545  |           |
| 하남면   | 下南面 | 118.59 | 2,897  | 1,377  |           |
| 상서면   | 上西面 | 219.25 | 4,271  | 2,517  |           |
| 사내면   | 史內面 | 151.17 | 6,464  | 3,236  |           |
| 화천군   | 華川郡 | 908.93 | 24,917 | 12,603 |           |

* 인구·세대는 2019년 12월 31일 주민등록 기준

## 직속기관 및 사업소
- 직속기관

| 직속기관     | 홈페이지                                                 |
| ------------ | -------------------------------------------------------- |
| 보건의료원   | http://www.ihc.go.kr/health/index.do                     |
| 농업기술센터 | https://www.ihc.go.kr/www/farminIntroduceView.do?key=307 |

- 사업소

| 사업소         | 홈페이지 |
| -------------- | -------- |
| 환경수도사업소 |          |

## 교통

### 국도
| 5 | 영서로 | 46 | 춘양로 | 56 | 수피령로, 사내천로 | 75 | 가화로, 포화로 |

| 372 | 포화로 | 391 | 화악산로                         | 403 | 평화로, 파로호로 | 407 | 춘화로 |
| 460 | 평화로 | 461 | 영서로, 다파로, 강변로, 파로호로 | 463 | 사내로, 포화로   |     |        |

### 시외버스
| 화천공영버스터미널 | 시외 버스 운행 (화천읍 하리) | 사내공용버스터미널 | 시외 버스 운행 (사내면 사창리) |

## 산업
주요 농산물은 쌀·옥수수·콩·감자·누에고치·꿀 등이다. 축산업으로는 한우·젖소·돼지·닭·사슴·산양 사육이 활발하며 농가에서 부업으로 양봉·양잠이 행해지기도 한다. 광업은 규석광산 1개 소가 있으나 생산량이 많지 않다.

### 특산물
느타리버섯·동촌달래·두류산방울토마토·무공해유정란·뽕잎미숫가루·사과·생칡즙·아카시아꿀·재래메주·천마·취나물·파로호산양유·평화가시오이·현미숭늉차·화악산찰토마토 등이 유명하다.

## 관광
- 파로호와 화천댐

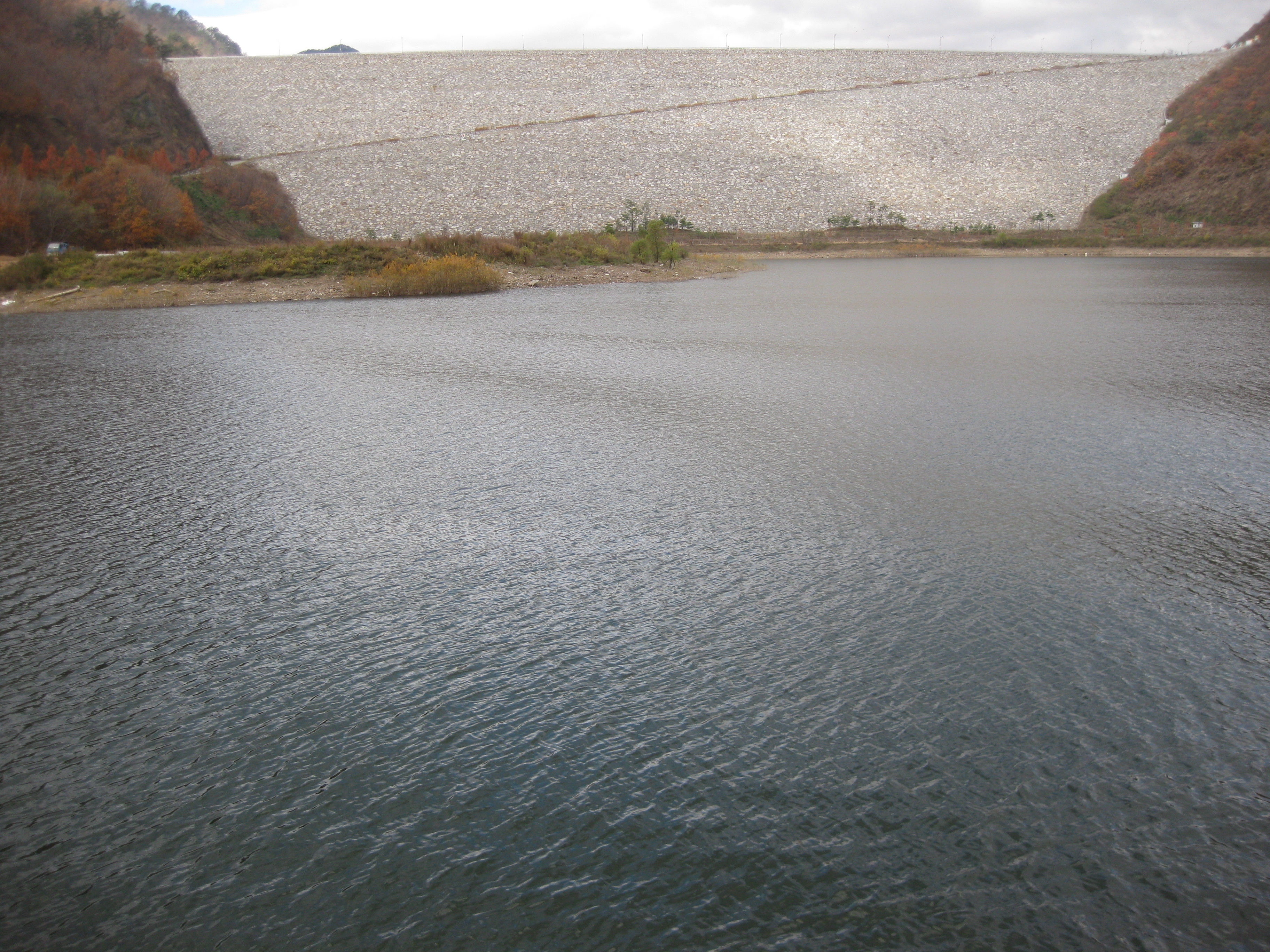
평화의 댐

파로호는 1944년 5월에 화천댐이 건설되면서 만들어진 인공 호수이다. 일제강점기인 1944년, 일제는 대륙침략을 지원하는 군수산업을 위해 강원도 화천군 간동면 구만리와 용호리의 북한강 협곡을 막아 화천댐을 축조하였다. 파로호는 이 때 생긴 인공호수로, 면적은 38.9km2이다.
- 평화의 댐

평화의 댐은 북한의 금강산댐 건설에 따라 2005년 10월 19일 완공한 대응댐이다. 총저수량, 26.3억톤, 총길이 601m, 높이 125m의 대규모 댐이다. 입구 좌측에는 비목공원과 물문회관이 있으며, 물문회관에서는 물의 중요성을 홍보 자료와 함께 식당 등을 운영하고 있다.
- 화악산

화악산은 경기도 가평군과 강원도 화천군의 경계에 있는 높이 1,468m의 산이다. 38선 정상을 가르고 있어서, 한국전쟁 때는 치열한 격전이 벌어진 곳이기도 하다. 삼일계곡을 비롯해, 법장사, 화음동정사지 등 역사 유물을 간직하고 있다. 삼일리에서 출발하여, 법장사와 화음동정사지를 둘러보고, 촛대바위를 거쳐 내려오면 낙수대와 모골계곡, 반수암지 법장사, 화음동 계곡, 농수정사지, 곡운구곡 등의 명승고적을 즐길  수 있다.
- 비수구미
- 아쿠아틱리조트
- 붕어섬
- 용화산
- 딴산
- 파로호
- 낭천산림욕장
- 비목공원
- 미륵바위

### 축제
- 산천어축제

1월 중에 약 25일간 화천천 축제장에서 개최되며, 파로호, 평화의 댐 등지에서 축제가 열린다. 산천어 얼음낚시, 루어 낚시, 산천어맨손잡기, 창작썰매콘테스트, 얼음썰매장, 눈썰매장, 봅슬레이, 빙상장, 얼음축구장 등의 즐길거리가 마련되어 있다.
- 토마토축제
- 쪽배축제

## 교육

### 고등학교
| - 간동고등학교 - 사내고등학교 | - 화천정보산업고등학교 - 화천고등학교 |

## 자매도시
| 지역 & 국가 | 도시              |
| ----------- | ----------------- |
| 대한민국    | 서울특별시 서초구 |